# Łuszczyn (województwo śląskie)
Łuszczyn – wieś w Polsce położona w województwie śląskim, w powiecie częstochowskim, w gminie Mstów.
Wieś duchowna, własność klasztoru kanoników regularnych w Mstowie położona była w końcu XVI wieku w powiecie radomszczańskim województwa sieradzkiego.
W latach 1975–1998 miejscowość administracyjnie należała do województwa częstochowskiego.
Obecnie ubywa stałych mieszkańców, a wieś ma charakter letniskowy.